# Bryobates aeratus
Bryobates aeratus is een keversoort uit de familie bladkevers (Chrysomelidae). De wetenschappelijke naam van de soort werd in 1914 gepubliceerd door Thomas Broun.